# Ladies European Tour 2017
Le Ladies European Tour 2017 est le circuit européen de golf féminin qui se déroule sur l'année 2017. Le circuit est organisé par la Ladies European Tour, et la plupart des tournois se tiennent en Europe. La saison s'articule autour de seize tournois dont les deux tournois majeurs disputés en Europe que sont l'Open britannique et l'Evian Masters, ainsi que la Solheim Cup.

## Calendrier
| Date               | Tournoi                                         | Lieu                | Vainqueur               |
| ------------------ | ----------------------------------------------- | ------------------- | ----------------------- |
| 9 au 12 février    | Oates Victorian Open                            | Australie           | Melissa Reid (6)        |
| 17 au 19 mars      | SGF67 World Ladies Championship                 | Chine               | Kim Hae-rym (1)         |
| 13 au 16 avril     | Lalla Meryem Cup                                | Maroc               | Klára Spilková (1)      |
| 20 au 23 avril     | Estrella Damm Mediterranean Ladies Open         | Espagne             | Florentyna Parker (3)   |
| 6 au 9 juillet     | Ladies European Thailand Championship           | Thaïlande           | Atthaya Thitikul (1, a) |
| 27 au 30 juillet   | Aberdeen Asset Management Ladies Scottish Open  | Écosse              | Lee Mi-hyang (2)        |
| 3 au 6 août        | Ricoh Women's British Open                      | Écosse              | In-Kyung Kim (4)        |
| 18 au 20 août      | Solheim Cup                                     | États-Unis          | États-Unis              |
| 14 au 17 septembre | Evian Championship                              | France              | Anna Nordqvist (3)      |
| 21 au 24 septembre | Andalucia Costa Del Sol Open De España Femenino | Espagne             | Azahara Muñoz (5)       |
| 5 au 8 octobre     | Lacoste Ladies Open de France                   | France              | Cristie Kerr (n/a)      |
| 1 au 4 novembre    | Fatima Bint Mubarak Ladies Open                 | Émirats arabes unis | Aditi Ashok (3)         |
| 10 au 12 novembre  | Hero Women's Indian Open                        | Inde                | Camille Chevalier (1)   |
| 17 au 19 novembre  | Sanya Ladies Open                               | Chine               | Céline Boutier (1)      |
| 1 au 3 décembre    | The Queens                                      | Japon               | LPGA of Japan           |
| 6 au 9 décembre    | Omega Dubai Ladies Masters                      | Émirats arabes unis | Angel Yin (1)           |

## Classement final
| Classement | Joueuse           | Pays               | Gains (€) |
| ---------- | ----------------- | ------------------ | --------- |
| 1          | Georgia Hall      | Angleterre         | 368 935   |
| 2          | Carlota Ciganda   | Espagne            | 160 798   |
| 3          | Azahara Muñoz     | Espagne            | 111 749   |
| 4          | Klára Spilková    | République tchèque | 104 718   |
| 5          | Anne van Dam      | Pays-Bas           | 100 843   |
| 6          | Florentyna Parker | Angleterre         | 94 609    |
| 7          | Aditi Ashok       | Inde               | 92 149    |
| 8          | Melissa Reid      | Angleterre         | 91 269    |
| 9          | Suzann Pettersen  | Norvège            | 69 107    |
| 10         | Camille Chevalier | France             | 64 003    |